# 2022年俄羅斯遠東抗議事件
2022年俄羅斯入侵烏克蘭後，隨著進行局部軍事動員，俄羅斯遠東地區爆發了反戰和反動員抗議活動，主要由婦女進行。蒙古國前總統查希亞金·額勒貝格道爾吉抗議使用布里亞特人、圖瓦人和卡爾梅克人等少數民族作為炮灰，並邀請他們到蒙古定居。圖瓦人雖屬於突厥人，但在蒙古也被視為烏梁海人之一。

## 薩哈
雅庫特人婦女在雅庫茨克的奧爾忠尼啟則廣場抗議一些老人被錯誤地徵召入伍。

## 布里亞特
小團體在烏蘭烏德以手寫的標語抗議“不要戰爭！不要動員！”和“我們的丈夫、父親和兄弟不想殺死其他丈夫和父親”。自由布里亞特基金會收集接到動員令男子家屬的求助。基金會主席亞歷山德拉·加瑪扎波娃表示，一些當地人試圖去蒙古國。

## 圖瓦
一些婦女在共和國首府克孜勒抗議，20人被捕。